# Masdevallia zebracea
Masdevallia zebracea är en orkidéart som beskrevs av Carlyle August Luer. Masdevallia zebracea ingår i släktet Masdevallia och familjen orkidéer. Inga underarter finns listade i Catalogue of Life.